# Campionato Panamericano 2011 (hockey su pista)
Il campionato panamericano di hockey su pista 2011 è stata l'8ª edizione dell'omonimo torneo di hockey su pista per squadre nazionali maschili americane. Il torneo si è svolto in Argentina a Rosario dal 9 al 12 marzo 2011.
A vincere il torneo fu l'Argentina per la settima volta nella sua storia sconfiggendo in finale il Cile.

## Formula
Il campionato panamericano 2011 fu disputato da quattro selezioni nazionali tramite la formula del girone all'italiana con gare di sola andata. Vennero attribuiti tre punti per l'incontro vinto, uno per l'incontro pareggiato e zero in caso di sconfitta. Dopo la prima fase vennero disputate le finali (1º/2º posto e 3º/4º posto); la squadra vincitrice della finale venne proclamata campione.

## Squadre partecipanti
| Pr. | Squadra   | Partecipazioni precedenti al torneo      |
| --- | --------- | ---------------------------------------- |
| 1   | Argentina | 1979, 1983, 1987, 1991, 1993, 1995, 2005 |
| 2   | Cile      | 1979, 1983, 1991, 2005                   |
| 3   | Colombia  | 1987, 1991, 1993, 1995, 2005             |
| 4   | Uruguay   | 2005                                     |

Nota bene: nella sezione "partecipazioni precedenti al torneo" le date in grassetto indicano la squadra che ha vinto quell'edizione del torneo

## Svolgimento del torneo

### Prima fase

#### Classifica finale
| Pos. | Squadra   | Pt | G | V | N | P | GF | GS | DR  |
| ---- | --------- | -- | - | - | - | - | -- | -- | --- |
| 1.   | Argentina | 7  | 3 | 2 | 1 | 0 | 27 | 2  | +25 |
| 2.   | Cile      | 7  | 3 | 2 | 1 | 0 | 19 | 6  | +13 |
| 3.   | Colombia  | 3  | 3 | 1 | 0 | 2 | 13 | 12 | +1  |
| 4.   | Uruguay   | 0  | 3 | 0 | 0 | 3 | 1  | 40 | -39 |

#### Risultati
| Rosario 9 marzo 2011 1ª giornata | Argentina | 5 – 0 | Colombia |  |

| Rosario 9 marzo 2011 1ª giornata | Cile | 10 – 1 | Uruguay |  |

| Rosario 10 marzo 2011 2ª giornata | Argentina | 2 – 2 | Cile |  |

| Rosario 10 marzo 2011 2ª giornata | Colombia | 10 – 0 | Uruguay |  |

| Rosario 11 marzo 2011 3ª giornata | Argentina | 20 – 0 | Uruguay |  |

| Rosario 11 marzo 2011 3ª giornata | Colombia | 3 – 7 | Cile |  |

### Finale 1º/2º posto
| Rosario 12 marzo 2011 | Argentina | 3 – 2 | Cile |  |

### Finale 3º/4º posto
| Rosario 12 marzo 2011 | Colombia | 5 – 4 | Uruguay |  |